# Gaidropsarus
Gaidropsarus è un genere di pesci ossei marini appartenente alla famiglia Lotidae.

## Distribuzione e habitat
Le specie del genere si incontrano prevalentemente nell'Oceano Atlantico sia settentrionale che meridionale sia sulle coste europee che in quelle americane. Nel mar Mediterraneo sono presenti tre specie: Gaidropsarus biscayensis, G. mediterraneus e G. vulgaris. Vivono di solito in acque costiere su fondi duri.

## Specie
- Gaidropsarus argentatus
- Gaidropsarus biscayensis
- Gaidropsarus capensis
- Gaidropsarus ensis
- Gaidropsarus granti
- Gaidropsarus guttatus
- Gaidropsarus insularum
- Gaidropsarus macrophthalmus
- Gaidropsarus mediterraneus
- Gaidropsarus novaezealandiae
- Gaidropsarus pakhorukovi
- Gaidropsarus parini
- Gaidropsarus vulgaris[1]